# شرايين أنفية خلفية وحشية
الشرايين الأنفية الخلفية الوحشية أو الشرايين الأنفية الخلفية الجانبية (بالإنجليزية: Posterior lateral nasal arteries)‏ هي شرايين تتفرع من الشريان الوتدي الحنكي الذي يمر من خلال الثقبة الوتدية الحنكية إلى تجويف الأنف في الجزء الخلفي من متفوقة الصماخ، حيث تتفرع منه الشرايين الأنفية الخلفية الوحشية التي تنتشر إلى الأمام على المحارة الأنفية والصماخ، حيث تتصل أو تتفاغر مع الشريان الغربالي وفروع شريان الأنف التنازلي الحنكي، ويساعد في تجهيز الجيب الجبهي، والجيب الفكي العلوي، والجيب الغربالي، والجيب الوتدي والجيوب الأنفية.